# Cile ai Giochi della XIV Olimpiade
Il Cile partecipò ai Giochi della XIV Olimpiade, svoltisi a Londra, dal 20 luglio al 14 agosto 1948,  
con una delegazione di 54 atleti, di cui 4 donne, impegnati in 9 discipline,
senza aggiudicarsi medaglie.

## Risultati

### Pallacanestro
| Atleta | Classifica |
| --- | ---------- |
| V · D · M Nazionale cilena - Pallacanestro ai Giochi della XIV Olimpiade Cordero · Figueroa · Gallo · Hammer · Kapstein · Ledesma · Mahana · Marmentini · Mitrovic · Moreno · Parra · Raffo · Sánchez · Verdugo · All. Luis Valenzuela | 6°         |
| Nazionale cilena - Pallacanestro ai Giochi della XIV Olimpiade |            |
| Cordero · Figueroa · Gallo · Hammer · Kapstein · Ledesma · Mahana · Marmentini · Mitrovic · Moreno · Parra · Raffo · Sánchez · Verdugo · All. Luis Valenzuela                                                                          |            |

### Pallanuoto
| Atleta | Classifica |                 |
| --- | --- | --------------- |
| V · D · M Nazionale maschile cilena di pallanuoto · Giochi olimpici - Londra 1948 T. Salah • L. Aguirrebeña • Froimovich • P. Aguirrebeña • Hurtado • J. Salah • Törnvall • Martínez • A. Herrera • Trupp · CT : - | 13° |                 |
| Nazionale maschile cilena di pallanuoto · Giochi olimpici - Londra 1948 | |                 |
| T. Salah • L. Aguirrebeña • Froimovich • P. Aguirrebeña • Hurtado • J. Salah • Törnvall • Martínez • A. Herrera • Trupp · CT: -                                                                                    | T. Salah • L. Aguirrebeña • Froimovich • P. Aguirrebeña • Hurtado • J. Salah • Törnvall • Martínez • A. Herrera • Trupp · CT: - | Cile (bandiera) |